# Eochorica
Eochorica é um gênero de mariposa pertencente à família Acrolophidae.